# Thierno Faty Sow
Pour les articles homonymes, voir Sow.
Thierno Faty Sow (née 1941 et décédée en 2009) est un cinéaste sénégalais.

## Biographie
Né le 23 décembre 1941 à Thiès (Sénégal), il est surtout connu pour sa collaboration avec son ami Ousmane Sembène pour son quatrième long métrage, Camp de Thiaroye dont il écrit également les dialogues. Le Grand Prix du Jury leur est décerné au Festival de Venise en 1988.
Réalisateur, Thierno Faty Sow est occasionnellement acteur. Il interprète ainsi un petit rôle dans La Nuit africaine, un film réalisé pour la télévision par Gaston Kaboré et Gérard Guillaume (1990), ou celui de Benoît dans Guelwaar (1992) de Ousmane Sembène.
Il décède le 6 décembre 2009 à Dakar.

## Filmographie
- 1970 : La journée de Djibril N'Diaye
- 1970 : Guereo, village de Djibril N'Diaye, 90 min, noir et blanc
- 1974 : L'Option (Mon beau pays), 90 min, couleur, tourné en wolof
- 1976 : Adios, mini-série réalisée par André Michel (assistant réalisateur) 1ʳᵉ partie
- 1977 : Exode rural
- 1977 : Education sanitaire
- 1977 : Feux de brousse[2]
- 1977 : Sunu koppe
- 1981 : L'Œil, 80 min, couleur
- 1987 : Camp de Thiaroye (coréalisateur Ousmane Sembène, 157 min, couleur, français et wolof)